# Wang Xiaozhu
Wang Xiaozhu (en chino: 王小竹; Changchun, 15 de mayo de 1973) es una deportista china que compitió en tiro con arco, en la modalidad de arco recurvo.
Participó en los Juegos Olímpicos de Verano, obteniendo una medalla de plata en Barcelona 1992, en la prueba por equipo (junto con Ma Xiangjun y Wang Hong), y el sexto lugar en Atlanta 1996, en  la misma prueba. Ganó una medalla de bronce en el Campeonato Mundial de Tiro con Arco al Aire Libre de 1993.

## Palmarés internacional
| Juegos Olímpicos                 | Juegos Olímpicos   | Juegos Olímpicos  | Juegos Olímpicos |
| Año                              | Lugar              | Medalla           | Prueba           |
| -------------------------------- | ------------------ | ----------------- | ---------------- |
| 1992                             | Barcelona (España) | Medalla de plata  | Equipo           |
| Campeonato Mundial al Aire Libre |                    |                   |                  |
| Año                              | Lugar              | Medalla           | Prueba           |
| 1993                             | Antalya (Turquía)  | Medalla de bronce | Equipo           |